# Escudo de Loja (Ecuador)
El escudo de armas de Loja es el símbolo heráldico que representa a la ciudad y al cantón homónimo. El rey Felipe II, el 11 de noviembre de 1567 le confirió el título de "Muy Noble y Muy Leal Ciudad de Loja", y el 5 de marzo de 1571 le concedió a la ciudad su propio escudo.
El escudo consta de un blasón rojo sin divisiones. En el centro se destaca una ciudad de oro de donde salen muchos soldados de guerra precedida de una bandera blanca con las armas de la Madre Patria. Alrededor de la ciudad van dos ríos de azul y plata. 
- Blasón rojo: Significa el sacrificio lojano por la victoria.
- La Ciudad de oro:  Representa a la nobleza, riqueza y poder de Loja.
- Dos ríos de azul y plata: Representan a los ríos Malacatos y Zamora.
- La gente de guerra: Simboliza la labor colonizadora realizada por los lojanos en la región Amazónica; y la fortaleza, firmeza y perenne vigilancia.
- La bandera blanca con las Armas Reales: La paz y el espíritu leal lojano.[2]